# Rozrazil drchničkovitý
Rozrazil drchničkovitý (Veronica anagallis-aquatica) je středně vysoká vytrvalá bylina s drobnými kvítky, rostoucí ve vlhkých půdách téměř po celé zeměkouli.

## Výskyt
Druh je původní pravděpodobně v Eurasii a severní Africe, postupně byl zavlečen téměř do celého světa. Hojně se mimo Evropu a Asii vyskytuje hlavně v Severní Americe. Je poměrně teplomilný, roste na vlhkých slatinných nebo zamokřených loukách, březích stojatých a pomalu tekoucích vod, odvodňovacích kanálech, příkopech i na obnažených dnech rybníků. Nejlépe mu vyhovují podmáčené nebo vlhké, živinami bohaté, písčité, štěrkovité či jílovité půdy, vyskytuje se jako plevel i v trvale vlhké orné půdě.

## Popis
Rozvětvená dutá lodyha vyrůstající z krátkého šikmého oddenku, který vydrží i dlouhodobě pod vodou, dosahuje výšky 20 až 70 cm, výjimečně 120 cm. V nejdolejší části v uzlinách je kořenující, bývá barvy zelené nebo nažloutlé. Lodyha je přímá nebo při zemi vystoupavá, tupě hranatá, až 5 mm tlustá, obrůstána je převážně vstřícnými listy. Několik spodních listů s krátkým řapíkem má tvar eliptický až vejčitý. Ostatní listy jsou přisedlé, podlouhlé nebo vejčitě kopinaté, u lodyhy poloobjímavé. Jejich listové čepele jsou v horní části lodyhy mělce pilovité, bývají dlouhé od 20 do 100 mm a široké od 7 do 35 mm. Na postranních lodyhách bývají listy krátce řapíkaté. Mimo květných lodyh vyrůstají z oddenku i lodyhy sterilní s řapíkatými listy. Chromozómové číslo je 2n = 36.
Postranní hroznovitá květenství dlouhá 5 až 15 cm vyrůstají z úžlabí hořejších vstřícných listů šikmo vzhůru, bývá v nich 20 až 60 drobných stopkatých květů rozkvétajících postupně. Listeny jsou podstatně kratší než květní stopky, jsou nitkovité až čárkovité, široké nanejvýš 1 mm. Kolovitá koruna je světle modrá nebo světle liláková s červenofialových žilkováním, mívá v průměru 4 až 8 mm, lístky jsou nestejně široké. Čtyři zelené kališní lístky jsou podlouhlé, tupě špičaté, dlouhé 4 až 6 mm, bývají k tobolce přitisknuté. Tyčinky jsou dvě, pestík má jednu trvalou čnělku dlouhou asi 2 mm patrnou i na plodu. Kvete od května do října.
Dvoupouzdré tobolky na obloukovitě zahnutých stopkách dlouhých 4 až 7 mm jsou lysé, okrouhlé, na rostlině vztyčené. Mívají v průměru okolo 3 až 4 mm, vypadají nafouklé, z boku jsou nepatrně stlačené a na vrcholu mělce vykrojené. Plochá, lehce zploštělá, tmavohnědá semena jsou veliká 0,5 mm. Tobolky se otvírají za deště, rostlina obsahuje několik stovek semen. Rostliny se rozmnožují pohlavně (semeny) a nepohlavně (oddenky a adventní kořeny).

## Využití
Rozrazil drchničkovitý má jedlé listy, které se používají syrové nebo vařené. Jsou v zimních měsících zásobárnou vitamínu C, pro svou jemnou chuť se používají do salátů. Listů se také v lidovém lékařství užívá k léčbě kurdějí, k jarnímu čistění krve a k zevním obkladům na popáleniny. Kořen dále obsahuje močopudné látky. Listy se příležitostně živí housenky babočky Junonia coenia.

## Taxonomie
Druh rozrazil drchničkovitý se dělí do čtyř poddruhů:
- Veronica anagallis-aquatica L. subsp. anagallis-aquatica
- Veronica anagallis-aquatica L. subsp. lysimachioides (Boiss.) M. A. Fisch.
- Veronica anagallis-aquatica L. subsp. michauxii (Lam.) Jelen.
- Veronica anagallis-aquatica L. subsp. oxycarpa (Boiss.) Jelen.

V České republice roste nominální poddruh Veronica anagallis-aquatica L. subsp. anagallis-aquatica.

## Obrázky

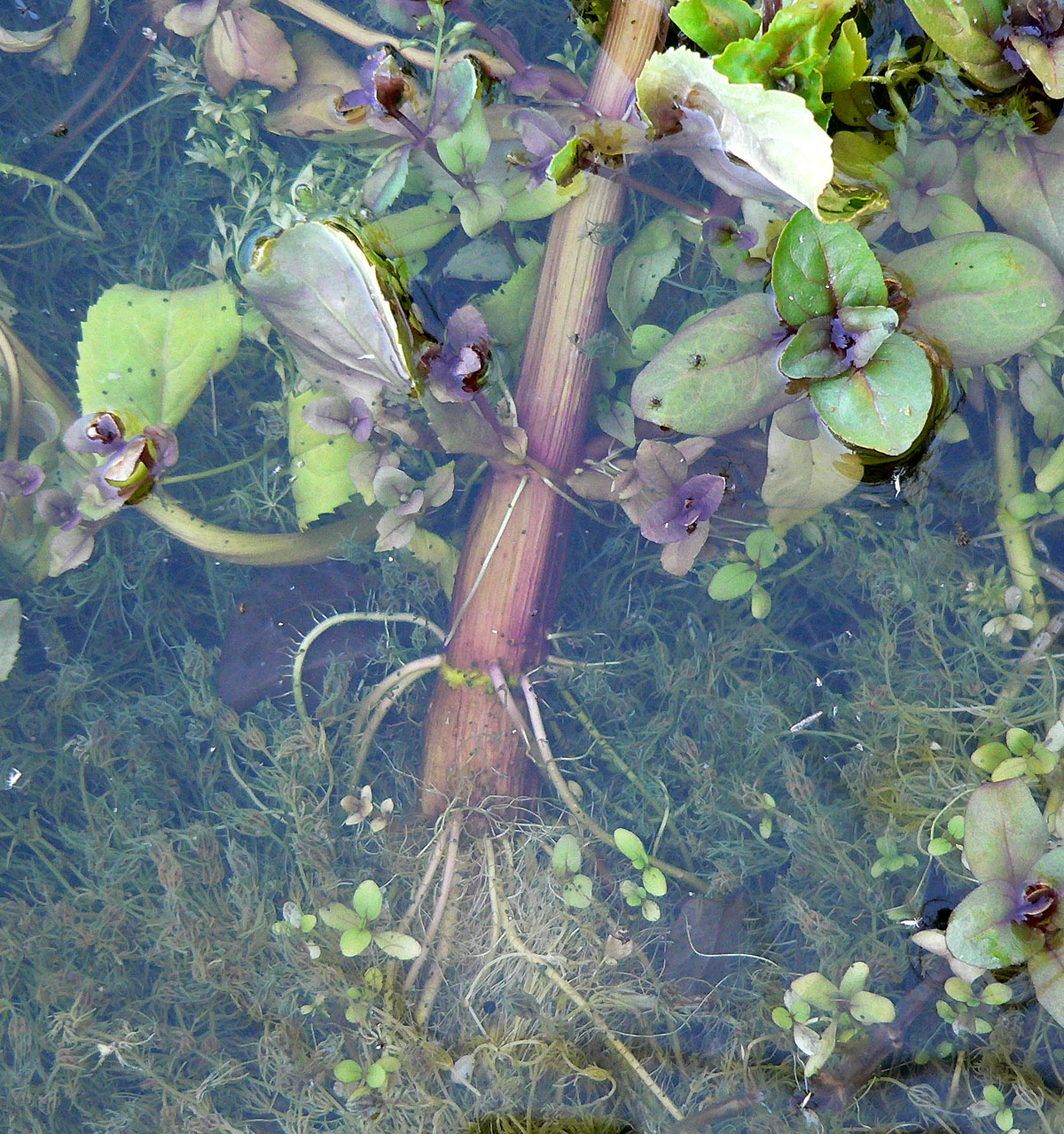
Kořenící lodyha
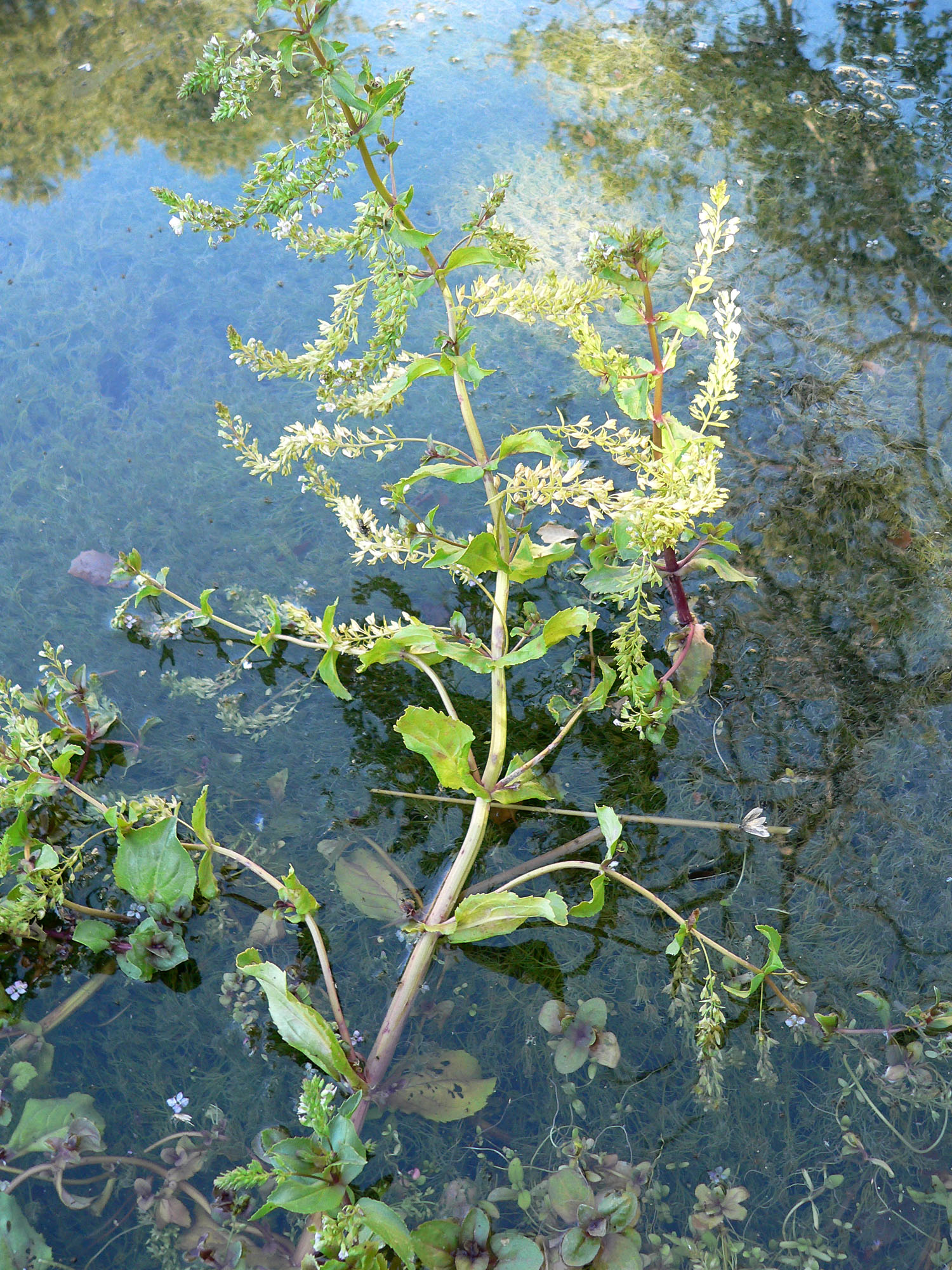
Četná květenství
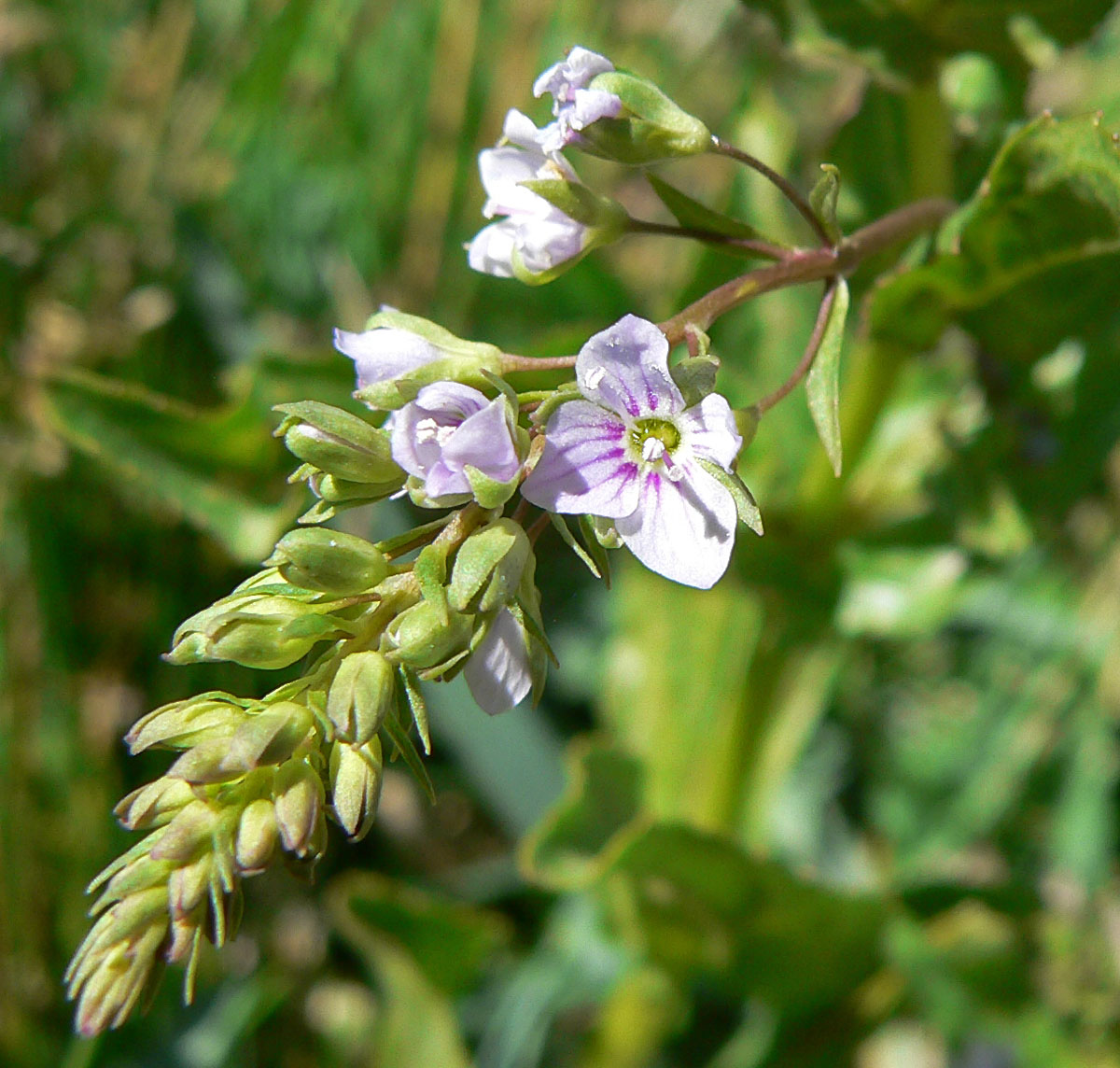
Detail květů